# Roy Jans
Roy Jans (Bilzen, 15 de setembre de 1990) és un ciclista belga, professional des del 2012. En el seu palmarès destaquen la Kattekoers de 2012 i el Premi Nacional de Clausura de 2016.

## Palmarès
- 2012
  - 1r a la Kattekoers
- 2014
  - 1r a la Fletxa de Gooik
  - Vencedor d'una etapa a la Tropicale Amissa Bongo
- 2015
  - Vencedor d'una etapa a l'Étoile de Bessèges
- 2016
  - 1r al Premi Nacional de Clausura
- 2017
  - 1r al Gran Premi de la vila de Pérenchies
- 2018
  - Vencedor d'una etapa al Circuit de les Ardenes
- 2019
  - Vencedor d'una etapa al Tour d'Antalya